# Beliops batanensis
Beliops batanensis är en fiskart som beskrevs av Smith-vaniz och Johnson, 1990. Beliops batanensis ingår i släktet Beliops och familjen Plesiopidae. Inga underarter finns listade.